# طوطی کوتوله رخ‌نخودی
طوطی کوتوله رخ‌نخودی (نام علمی: Micropsitta pusio) یک طوطی سبزرنگ بسیار کوچک است که در جنگل‌های دشت نمناک نیمه‌گرمسیری یا گرمسیری در بریتانیای نو و گینه نو یافت می‌شود.